# Ропуха прудка
Ропуха прудка (Ingerophrynus parvus) — вид земноводних з роду Ingerophrynus родини Ропухові.

## Опис
Загальна довжина досягає 3—4 см. Голова й тулуб сплощені. На голові є добре розвинені надочноямкові гребені, які доходять до невеликих овальних паротидів. Добре помітна невеличка барабанна перетинка. Шкіра на спині й з боків горбиста. Кінцівки довгі, стрункі, з тонкими пальцями, без перетинок.
Забарвлення різнобарвне: від бурувато-коричневого до зеленувато-чорного кольору з численними дрібними бурими або червонуватими крапочками.

## Спосіб життя
Полюбляє береги річок і струмків в рівнинних первинних дощових тропічних лісах. У відкритих місцевостях не зустрічається. Веде нічний наземний спосіб життя. Живиться дрібними безхребетними.

## Розповсюдження
Поширена в західному Таїланді, Малайзії, на півдні М'янми, в Індонезії (о. Ява, Суматра). Ізольована популяція живе на південному сході Таїланду і в Кардамонових горах Камбоджі.